# Bindschadler Glacier
Bindschadler Glacier är en glaciär i Antarktis. Den ligger i Östantarktis. Nya Zeeland gör anspråk på området. Bindschadler Glacier ligger 1 628 meter över havet.
Terrängen runt Bindschadler Glacier är bergig åt nordväst, men åt sydost är den kuperad. Trakten är obefolkad. Det finns inga samhällen i närheten. 